# Rudolf Müller (Politiker, 1864)

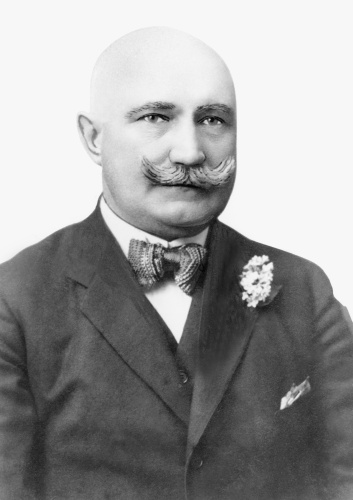
Rudolf Müller

Rudolf Müller (* 8. Februar 1864 in Haselbeint bei Karlsbad; † 22. März 1955 in Wien) war österreichischer Politiker (SDAP). Müller war Abgeordneter zum Reichsrat, Mitglied der Provisorischen sowie der Konstituierenden Nationalversammlung und Mitglied des Bundesrates.

## Leben
Müller besuchte die Volksschule und erlernte den Beruf des Bäckers. Er zog in seinen Wanderjahren zunächst als Handwerker durch mehrere Länder in Europa und war danach Bediensteter der Österreichisch-ungarischen Staatseisenbahngesellschaft und der Eisenbahn Wien-Aspang. Müller arbeitete nach 1918 als Verwalter in der deutsch-österreichischen Eisenbahnorganisation und war Direktor des Eisenbahnerheims in Wien. Er war Mitglied des Arbeitsbeirates beim Handelsministerium und Vorstand der Gewerkschaftskommission.
Müller engagierte sich in der Gewerkschaft und begründete 1890 die Eisenbahnergewerkschaft mit. 1893 gründete er die Gewerkschaftszeitschrift „Der Eisenbahner“, für die er auch als Redakteur arbeitete. Aus politischen Gründen wurde er mehrmals verhaftet.
Müller wurde am 16. Juli 1908 im Wahlbezirk Schlesien 7 in das Abgeordnetenhaus des Reichsrats gewählt, dem er bis zum Ende der XI. Legislaturperiode am 20. März 1911 angehörte. Er war Mitglied des  „Klubs der deutschen Sozialdemokraten“. Im Herbst 1912 gelangte er in der XII. Legislaturperiode, XXI. Session, als Nachfolger eines verstorbenen Abgeordneten im Wahlbezirk Österreich unter der Enns 7 neuerlich in den Reichsrat.
Dieser wurde auf Betreiben des Ministeriums Stürgkh im Frühjahr 1914 vertagt und von Kaiser Karl I. 1917 wieder einberufen. Zuletzt gehörte er dem Abgeordnetenhaus daher in der XXII. Session der XII. Legislaturperiode vom 30. Mai 1917 bis zum 12. November 1918 an.
Nach dem Ersten Weltkrieg vertrat Müller die Sozialdemokratische Arbeiterpartei zunächst vom 21. Oktober 1918 bis zum 16. Februar 1919 in der Provisorischen Nationalversammlung für Deutschösterreich und wurde dann in die Konstituierende Nationalversammlung gewählt, der er vom 4. März bis zum 31. Mai 1919 angehörte.
Müller wurde am 1. Dezember 1920 als vom seit 10. November 1920 bestehenden Wiener Landtag gewählter Bundesrat angelobt und gehörte der zweiten Kammer des republikanischen Parlaments bis zum 24. Mai 1931 an.
In Niederösterreich, dem Wien bis 10. November 1920 angehörte, war er zunächst vom 5. November 1918 bis zum 4. Mai 1919 Mitglied des Provisorischen Landtags und anschließend vom 20. Mai 1919 bis zum 11. Mai 1921 während der Trennungsphase Wiens von Niederösterreich Mitglied des Landtags. Dabei gehörte er ab dem 10. November 1920 der Wiener Kurie an und war ab dem 30. Dezember 1920 Wiener Delegierter. De facto hatte dieses als gemeinsamer Landtag bezeichnete Parlament nach der Schaffung des Landes Wien durch die neue Bundesverfassung nichts mehr zu entscheiden; das Trennungsgesetz, das die Aufteilung des bisherigen Landesvermögens regelte, wurde Ende 1921 vom Wiener Landtag und vom niederösterreichischen Landtag ohne Wiener Abgeordnete getrennt beschlossen.
Zudem war Müller vom 5. November 1918 bis zum 20. Mai 1919 Mitglied des niederösterreichischen Landesausschusses (Landesrat) gewesen und hatte vom 20. Mai 1919 bis zum 10. November 1920 das Amt eines Landesrates in der Landesregierung Sever inne. Außerdem war Müller von 1918 bis 1923 als Vertreter des 3. Bezirks Gemeinderat in Wien. Als Beruf stand 1927 in Lehmann Bürgerschuldirektor a.D. verzeichnet.
Sein Grab befindet sich auf dem Wiener Zentralfriedhof.